# Бальестерос Беретта, Антонио
Анто́нио Бальесте́рос Бере́тта (исп. Antonio Ballesteros Beretta; 19 марта 1880, Рим — 15 июля 1949, Памплона) — испанский историк, специализировавшийся на средневековой истории Испании и периоде открытия Америки.
Имел дворянское происхождение. Получил юридическое образование. Работал адвокатом. Профессор Севильского и Мадридского университетов. Член Королевской академии испанского языка.

## Избранные сочинения
- Síntesis de la Historia de España (1920)
- Historia de España y su influencia en la historia universal (12 vols., 1922-41).
- Alfonso X el Sabio. Salvat, 1963.
- Figuras Imperiales (1947) Espasa — Calpe Argentina S.A.